# Šot
Šot (arabsko šaṭṭ - شط ) je izraz za plitvo slano jezero in močvirnato območje v Severni Afriki, kjer se pojavljajo v puščavskih območjih. Šoti se napajajo z vodo iz podtalnice, dežjem ali z rekami. Šoti vsebujejo vodo samo v deževnem obdobju, v sušnem obdobju pa se posušijo. Zaradi velike vsebnosti soli v vodi in njenega hitrega izhlapevanja se na dnu izsušenih šotov običajno naredi razpokana tanka skorja.